# 西鉄バス久留米・吉井支社

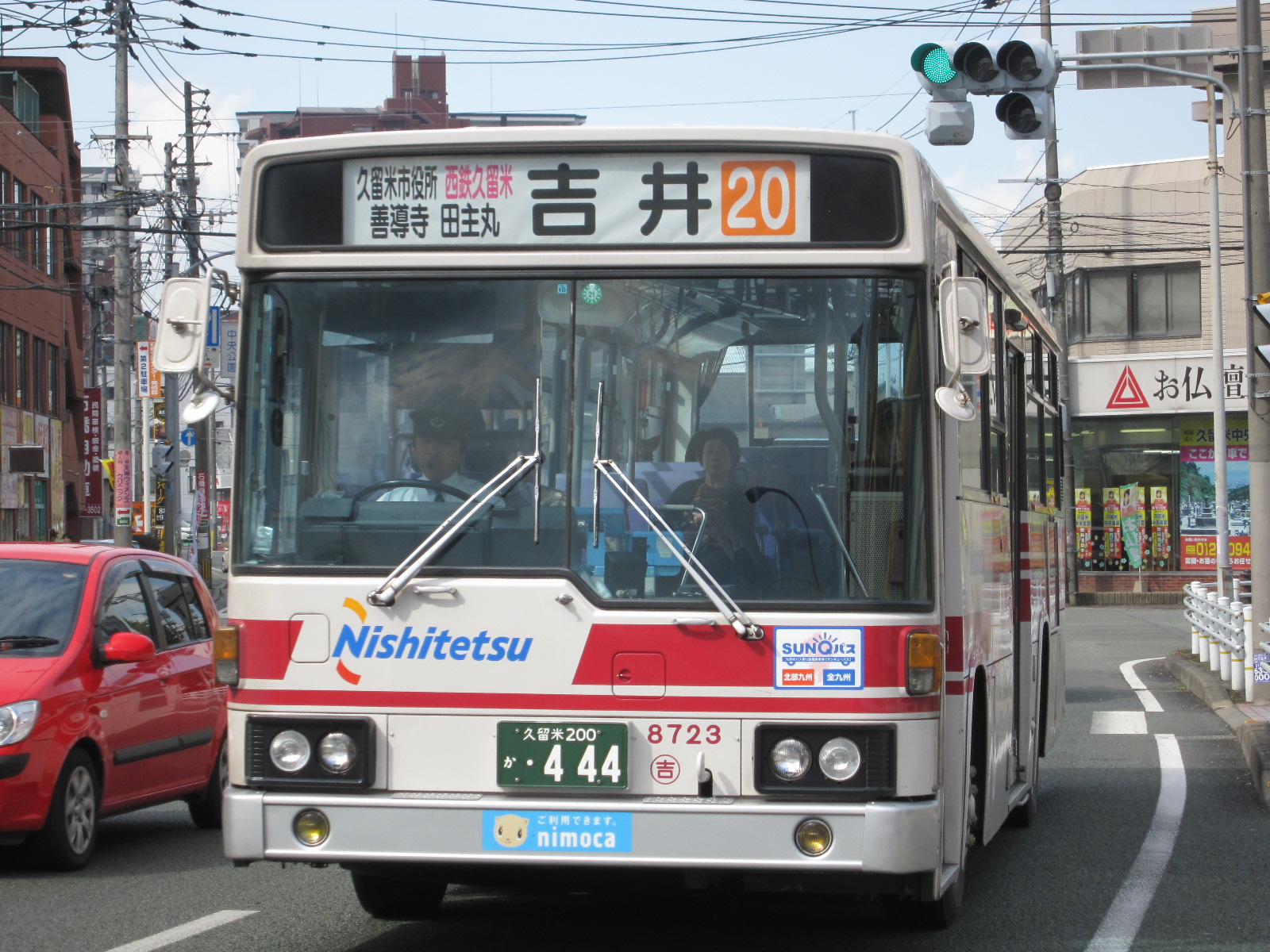
吉井支社所属の大型車両（既に廃車）

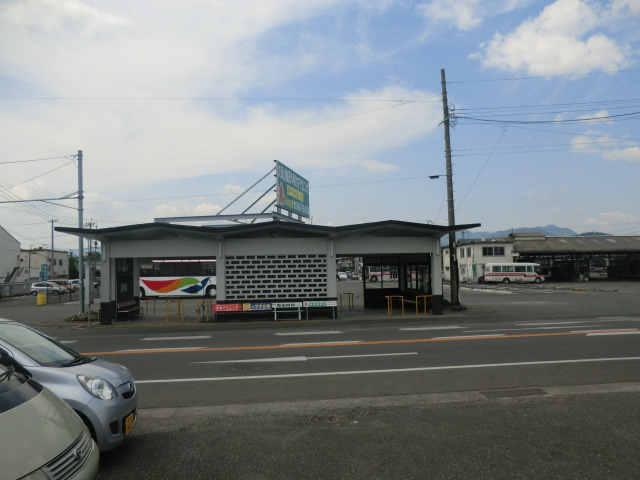
西鉄吉井営業所バス停。筑後吉井の白壁の意匠が見られる。

西鉄バス久留米 吉井支社（にしてつバスくるめ よしいししゃ）は、西日本鉄道（西鉄）の子会社である西鉄バス久留米のバス営業所の一つで、主に久留米市とうきは市を結ぶ路線や、うきは市内の路線を担当する。

## 歴史
- 1952年（昭和27年）4月1日 - 西鉄吉井自動車営業所及び日田車庫（旧・西鉄日田自動車営業所、現在の日田バス本社敷地）として開設、筑後地区自動車営業所初設置。
- 1990年（平成2年）4月1日 - 西鉄甘木自動車営業所（両筑交通甘木本社）が担当していた甘木地域のローカル2路線（秋月～田主丸線、寺内～長渕線）が西鉄田主丸自動車営業所（両筑交通田主丸支社）に移管される（※但し、西鉄甘木自動車営業所内に於いて現地出退勤が置かれる）。
- 2000年（平成12年）12月1日 - 両筑交通への管理委託（車両は西鉄が保有し、運転士は両筑交通に所属）とし、両筑交通吉井支社および西鉄吉井第二自動車営業所を新設（いずれも西鉄吉井自動車営業所と同位置）。
- 2001年（平成13年）7月1日 - 両筑交通田主丸支社の廃止により、同支社の路線及び車両を吉井支社に移管。田主丸支社は上原バス停の転回場として引き続き使用。
- 2001年（平成13年）8月1日 - 社名変更により西鉄バス両筑吉井支社となる。
- 2003年（平成15年）7月1日 - 西鉄グループのバス事業再編により、西鉄バス久留米に移管。
- 2005年（平成17年）7月1日 - 西鉄バス両筑杷木支社の廃止に伴い、同支社の担当していた朝倉地区のローカル路線および同路線用の車両を吉井支社に移管。
- 2009年（平成21年）4月26日 - 運行する全路線においてnimocaの供用を開始。
- 2016年（平成28年）12月13日 - 西鉄本体からの管理委託が全線解除され、20・23・24番も西鉄バス久留米直営路線へ変更。西鉄吉井第二自動車営業所を廃止。

## 管轄路線
2025年5月31日現在の路線
管轄路線はいずれも西鉄本体からの管理委託とであったが、2016年以降全て西鉄バス久留米の直営路線となった。20番・20-2番に関しては、その後一部便を京町支社に移管し、共同担当している。

### 吉井 - 久留米線
- ■ 20
  - JR久留米駅 - 荘島 - 六ッ門 - 西鉄久留米 - 千本杉 - 筑水高校前 - 日野曽根 - 善導寺 - ローソン常持店前 - 田主丸中央 - 吉井営業所 - 浮羽発着所
  - JR久留米駅 - 荘島 - 六ッ門 - 西鉄久留米 -（20と同経路）- 田主丸中央 - 資生堂前（平日のみ）
  - 大学病院 → 市役所前 → 六ッ門 → 西鉄久留米 →（20と同経路）→ 田主丸中央 → 資生堂前（平日1便のみ）
- ■ 20-2
  - JR久留米駅 - 荘島 - 六ッ門 - 西鉄久留米 -（20と同経路）- ローソン常持店前（毎日1往復のみ）
- ■ 24
  - 大学病院 - 市役所前 - 六ッ門 - 西鉄久留米 -（20と同経路）- 吉井営業所 - 浮羽発着所

久留米市とうきは市を結ぶ路線で、主に国道322号・県道53号・国道210号を通行する。日中の運行頻度は、西鉄久留米基準で東行きは毎時3～4本程度、うち毎時1本が浮羽発着所まで運行される。2020年3月21日のダイヤ改正までは、JR久留米駅発着便も市役所前経由で運行されていた。
行先番号の詳細は以下の通り。
- 東行き：資生堂前行き、吉井営業所行き、浮羽発着所行きは「20番」
- 東行き：ローソン常持店前行きは「20-2番」
- 西行き：JR久留米駅行きは五穀神社前まで「20番」、西鉄久留米→JR久留米駅は「1番」
- 西行き：大学病院行きは五穀神社前まで「24番」、西鉄久留米→大学病院は「8番」

2000年代に入ってから減便・路線短縮傾向にある。以前は後述する快速・特急便のほか、JR久留米駅を経て久留米市北西端の長門石・鳥栖市のニュータウン青葉台まで運行する路線や、浮羽発着所を経て杷木（筑後川温泉経由）、日田まで運行する路線もあったが、いずれも2003年までに廃止、もしくは別の系統に置き換えられた。
2007年には、廃止された八女～大学病院の33番の代替として当系統に大学病院行きの24番が追加された。2010年3月には、ローソンと提携したコンビニストア併設型の「ローソン常持店前」バス停が新設され、土日祝日の日中に毎時一本ずつ同所までの区間便が設定された。更に2012年8月には、国道210号をそれた場所にある田主丸駅前で終点になる便が設定され、これら一連のダイヤ改正により、うきは市内へ行かず久留米市内完結の便が半数に上る時間帯も出てきた。2019年10月1日より田主丸駅前発着は田主丸そよ風ホールまで延伸された。2023年10月1日ダイヤ改正では、資生堂福岡久留米工場への通勤用として「資生堂前」停留所を新設し、平日朝夕時間帯の一部が発着するようになった。
- ■ 23（百年公園系統）
  - JR久留米駅 - 市役所前 - 六ッ門 - 西鉄久留米 - 百年公園 - Tジョイ・ゆめタウン入口 - 筑水高校前 -（20と同経路）- 田主丸中央 - 田主丸駅前 - 田主丸そよ風ホール

久留米市街地から市東部の田主丸町までを百年公園経由で結ぶ路線。区間便の設定はない。毎時1本運行。久留米市東部からゆめタウン久留米へのアクセス路線としても利用される。
現在は全便がJR久留米駅～田主丸そよ風ホールの運行だが、2019年9月30日までは田主丸駅前発着、2003年までは国道210号から外れたところにあった飯田停留所（善導寺町）発着であった。西鉄久留米→JR久留米駅では「3番」として運行される。

### 草野線
- ■ 25

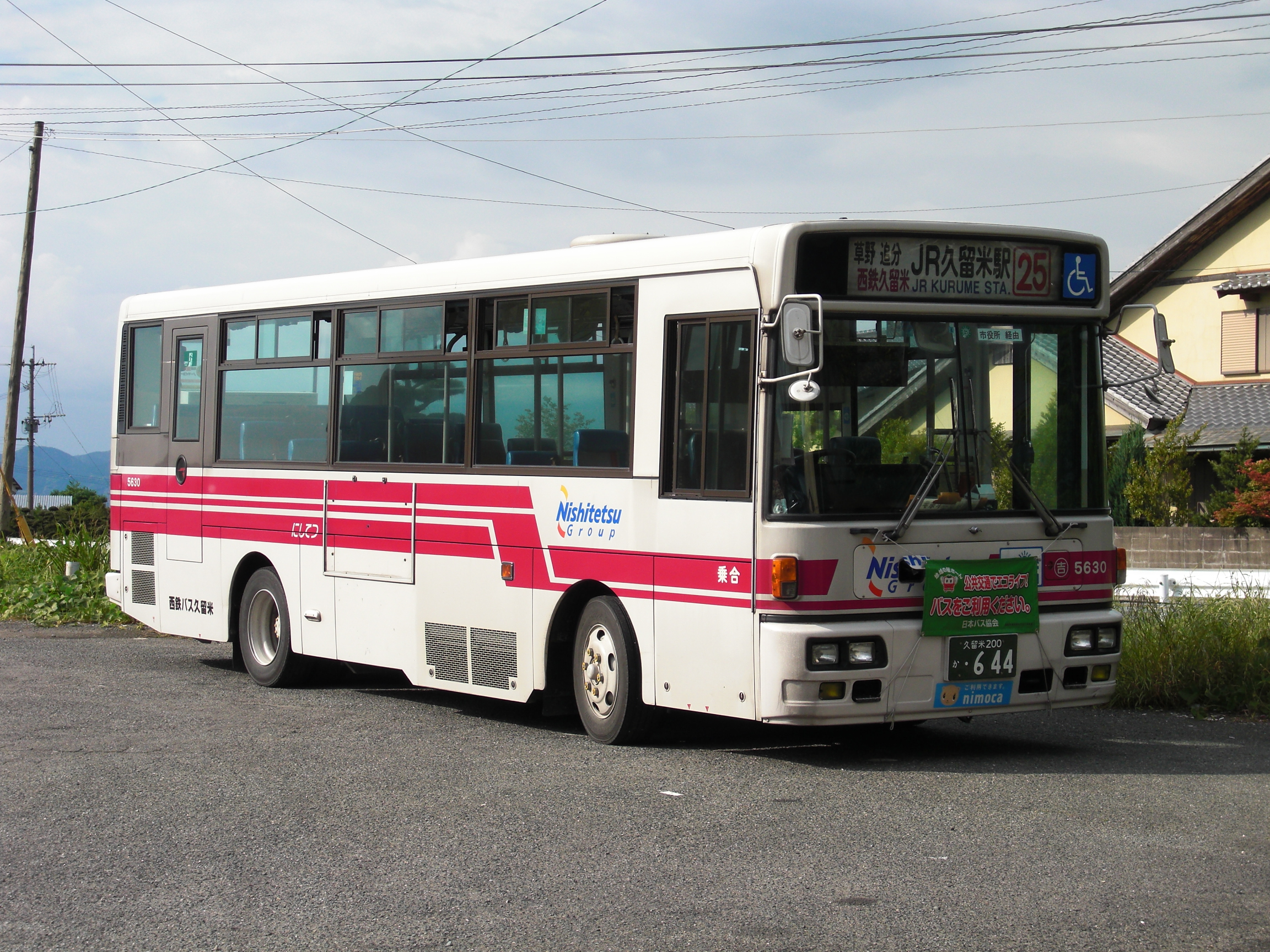
草野線用の中型車両

  - JR久留米駅 - 市役所前 - 六ッ門 - 西鉄久留米 - 千本杉 - 筑水高校前 - 日野曽根 - 草野駅前 - 善院 - 田主丸駅前 - 田主丸中央 - 上原

久留米市街地から市東部の田主丸町までを県道151号経由で運行する。基本的に上原（かみはる）まで運行されるが、善院止まりも若干数設定されている。上原での折り返しは旧西鉄田主丸営業所の敷地を利用する。西鉄久留米→JR久留米駅では、行先番号「3番」として運行される。
2009年4月のダイヤ改正で荘島経由から市役所前経由に変更された。2009年4月から2011年9月まではスパリゾートホテル久留米経由便が設定されていた。2010年4月までは吉井営業所～上原間の入出庫も20番として営業運行していたが、現在は回送となっている。過去には旧西鉄田主丸営業所のシンボルマークにちなみ、「たぬきバス」という愛称が付けられていた。
- ■ 25-1
  - 西鉄久留米 -（25と同経路）- 善院 - 紅乙女酒造 - 田主丸駅前 - 田主丸中央 - 上原

25番のうち紅乙女酒造経由で運行されるもので、土日祝日の日中のみ運行される。両方面とも、1回目に樹蘭マルシェを通過する前に行先番号を「25番」に変更する。
2017年10月のダイヤ改正で新設された。当初は紅乙女酒造止まりも設定されていたが、2024年10月のダイヤ改正で全便が上原までの運行となった。

## 廃止路線
西鉄直営時代（西鉄吉井営業所／西鉄バス両筑・吉井支社）
高速　福岡 - 吉井線

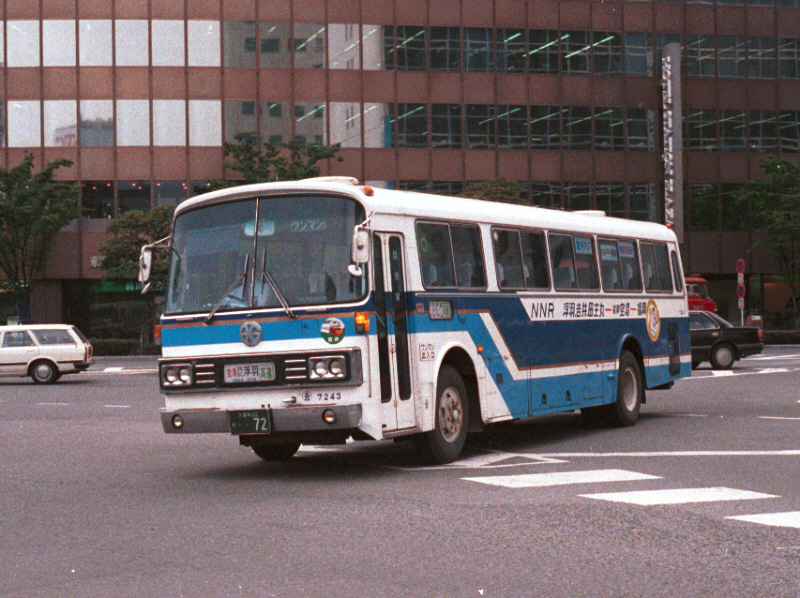
過去の車両

- 西鉄久留米 - 福岡ドーム（ヤフードーム）1号車担当
- 浮羽発着所 - 吉井営業所 - 田主丸中央 - 甘木中央 - 福岡空港 - 博多駅 - 福岡（天神）バスセンター
- 吉井営業所 - 浮羽発着所 - 杷木発着所 - 甘木中央 - 福岡空港 - 博多駅 - 福岡（天神）バスセンター - 福岡タワー
- 高塚 - 中川駅前 - 日田 - 杷木発着所 - 高速甘木 - 高速大板井 - 高速宮の陣 - 土木事務所 - 西鉄久留米 - 六ッ門 - JR久留米駅

特急 吉井 - 久留米線
- 別府 - 由布院駅 - 高塚 - 日田 - 山北 - 上千足（浮羽発着所） - 上吉井（吉井営） - 田主丸中央 - 善導寺 - 千本杉 - 西鉄久留米 - 六ッ門 - 国鉄久留米駅（ゆふ号）
- 杖立 - 大山 - 日田 - 山北 - 上千足 - 上吉井 - 田主丸中央 - 善導寺 - 千本杉 - 西鉄久留米 - 六ッ門 - 国鉄久留米駅

急行吉井 - 久留米線/吉井 - 甘木線
- 上千足 - 上吉井 - 田主丸中央 - 小田 - 甘木中央 - 朝倉街道〔朝倉街道駅〕 - 国鉄二日市駅 - 山田 - 博多駅【高速道路未開通時代】
- 高塚 - 中川駅前 - 日田 - 大野原 - 浮羽発着所 - 吉井営業所 - 田主丸中央 - 善導寺 - 追分 - 千本杉 - 西鉄久留米 - 六ッ門 - JR久留米駅
- 浮羽発着所 - （普通） - 吉井営業所 - （普通） - 田主丸中央 - （急行） - 林田 - （急行） - 小田 - （急行） - 甘木中央

※復路:浮羽発着所発、往復:吉井営業所止
- 吉井営業所/田主丸駅前 - 田主丸中央 - 林田 - 小田 - 甘木中央 - 篠隈- 山家道 - 朝倉街道

快速（快速区間　吉井 - JR久留米駅）
- 日田/杷木 - 大石 - 浮羽発着所 - 吉井営業所 - 田主丸中央 - 善導寺 - 追分 - 千本杉 - 西鉄久留米 - 六ッ門 - JR久留米駅

■ 20/23 吉井 - 久留米線
- 日田 - 虹峠 - 大石 - 浮羽発着所 - 吉井営業所 - 田主丸中央 - 善導寺 - 追分 - 千本杉 - 西鉄久留米 - 六ッ門 - JR久留米駅
- 杷木発着所 - 大石 - 浮羽発着所 - 吉井営業所 - 田主丸中央 - 善導寺 - 追分 - 千本杉 - 西鉄久留米 - 六ッ門 - JR久留米駅
- 杷木発着所 - 原鶴 - 吉井駅前 - 田主丸中央 - 善導寺 - 追分 - 千本杉 - 西鉄久留米 - 六ッ門 - JR久留米駅
- 吉井営業所 - 田主丸中央 - 善導寺 - 土木事務所 - 西鉄久留米 - 六ッ門 - JR久留米駅･･･20
- 飯田 - 善導寺 - 土木事務所 - 西鉄久留米 - 六ッ門 - JR久留米駅･･･23
- 飯田 - 善導寺 - 追分 - 千本杉 - 西鉄久留米 - 六ッ門 - JR久留米駅･･･20
- 吉井営業所 - 田主丸中央 - 善導寺 - 追分 - 千本杉 - 西鉄久留米 - 六ッ門 - JR久留米駅 - 大学病院
- 吉井営業所 - 田主丸中央 - 善導寺 - 追分 - 千本杉 - 西鉄久留米 - 六ッ門 - JR久留米駅 - 長門石 - 青葉台団地

■ 25 芝刈線/草野線(田主丸/吉井営業所 共同運行)
- 上吉井/田主丸中央 - 田主丸駅前 - 草野駅前
- 善院 - 草野駅前 - 山本 - 追分 - 千本杉 - 西鉄久留米 - 六ッ門 - 国鉄久留米駅
- 上吉井/田主丸中央 - 田主丸駅前 - 草野駅前 - 山本 - 追分 - 千本杉 - 西鉄久留米 - 六ッ門 - 国鉄久留米駅
- 上吉井/田主丸中央 - 牧 - 竹松 - 西鉄金島駅前
- 田主丸中央(上原) - 田主丸駅前 - 善院 - 草野 - 山本 - 追分 - 千本杉 - 西鉄久留米 - 六ッ門 - JR久留米駅

■  5 秋月･40朝倉街道線(甘木/田主丸/吉井営業所 共同運行) - 甘木観光バスへ移管
- 吉井営業所/田主丸駅前 - 田主丸中央 - 林田 - 小田 - ＜朝倉病院＞ - 甘木中央
- 田主丸駅前 - 田主丸中央 - 林田 - 小田 - 甘木中央 - 秋月 - だんごあん(キャンプ場)（夏季のみ運行）
- 田主丸駅前 - 田主丸中央 - 林田 - 小田 - 甘木中央 - 篠隈 - 山家道 - 朝倉街道

■ 11(黒川線)・12(小石原線)・13(宝珠山線)
- 上吉井 - 上千足 - 大石 - 杷木
- 上吉井 - 上千足 - 大石 - 杷木 - 塔の元 - 小石原
- 上吉井 - 上千足 - 大石 - 杷木 - 塔の元 - 宝珠山
- 杷木 - 原鶴 - 黒川

■ 30(浮羽支線)
- 上吉井 - 上千足 - 山北 - 本宮
- 上吉井 - 上千足 - 浮羽役場前 - 日向 - 笹尾 - 耳納高原病院 - 十篭車庫（堀川バスとの共同運行）
- 上吉井 - 上千足 - 浮羽役場前 - 田篭 - 神杉野
- 杷木 - 大石 - 上千足 - 山北 - 本宮
- 杷木 - 大石 - 上千足 - 浮羽役場前 - 日向 - 笹尾
- 杷木 - 大石 - 上千足 - 浮羽役場前 - 田篭 - 神杉野

西鉄直営時代（西鉄田主丸営業所／西鉄バス両筑 田主丸支社） - 甘木観光バスへ移管
■  2/4 佐田/長渕線・1秋月線　
- 甘木中央 - 石の橋 - 十文寺 - 寺内 - 矢の竹 - 佐田
- 甘鉄甘木駅 - 甘木中央 - ＜朝倉病院＞ - 西原 - 屋永 - 長渕
- 甘鉄甘木駅前 - 甘木中央 - 秋月（野鳥） - だんごあん（夏季のみ運行）

当時は現地出退勤。

### 杷木支線・浮羽支線について

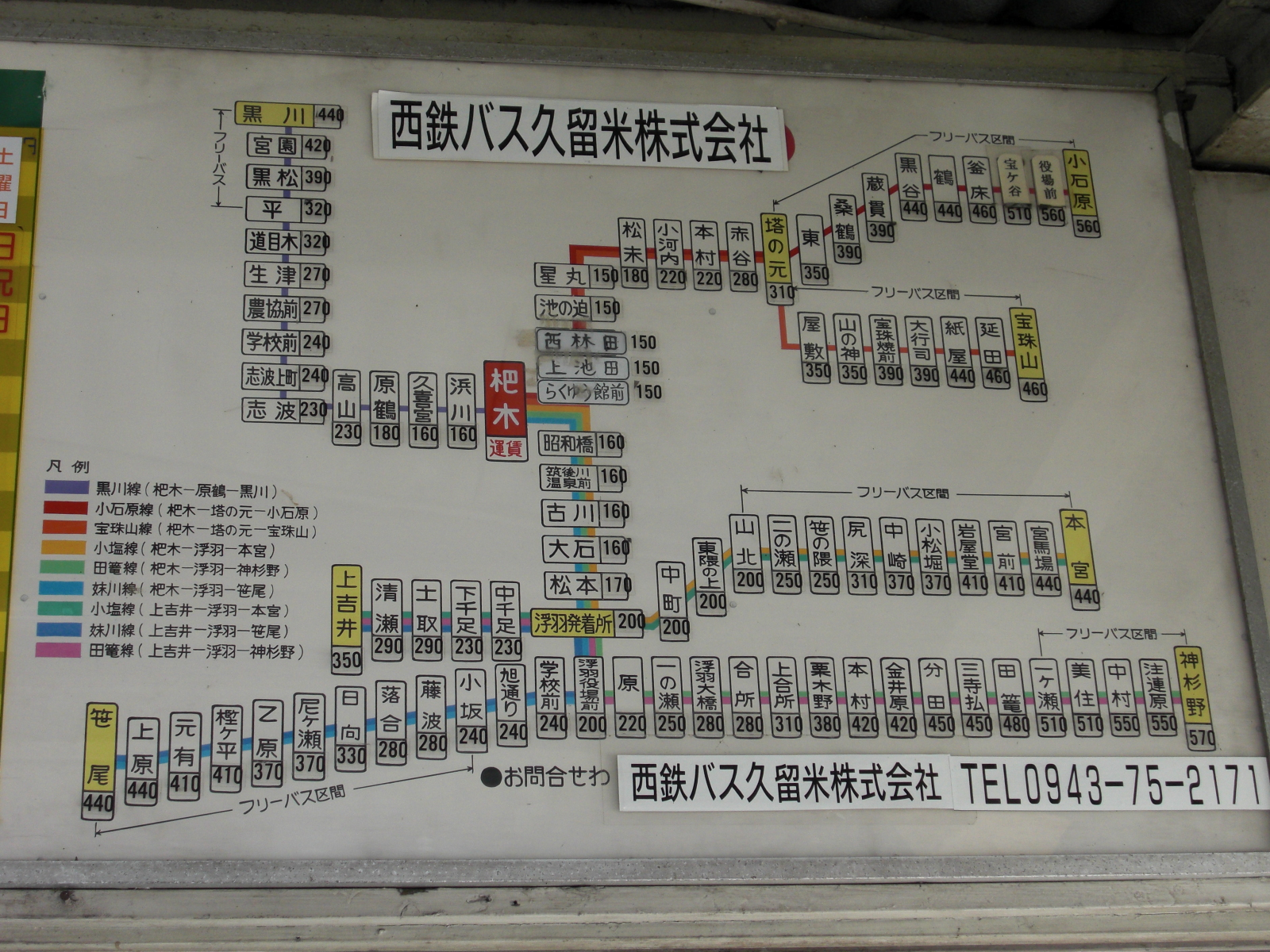
2010年頃の杷木・浮羽支線の路線図

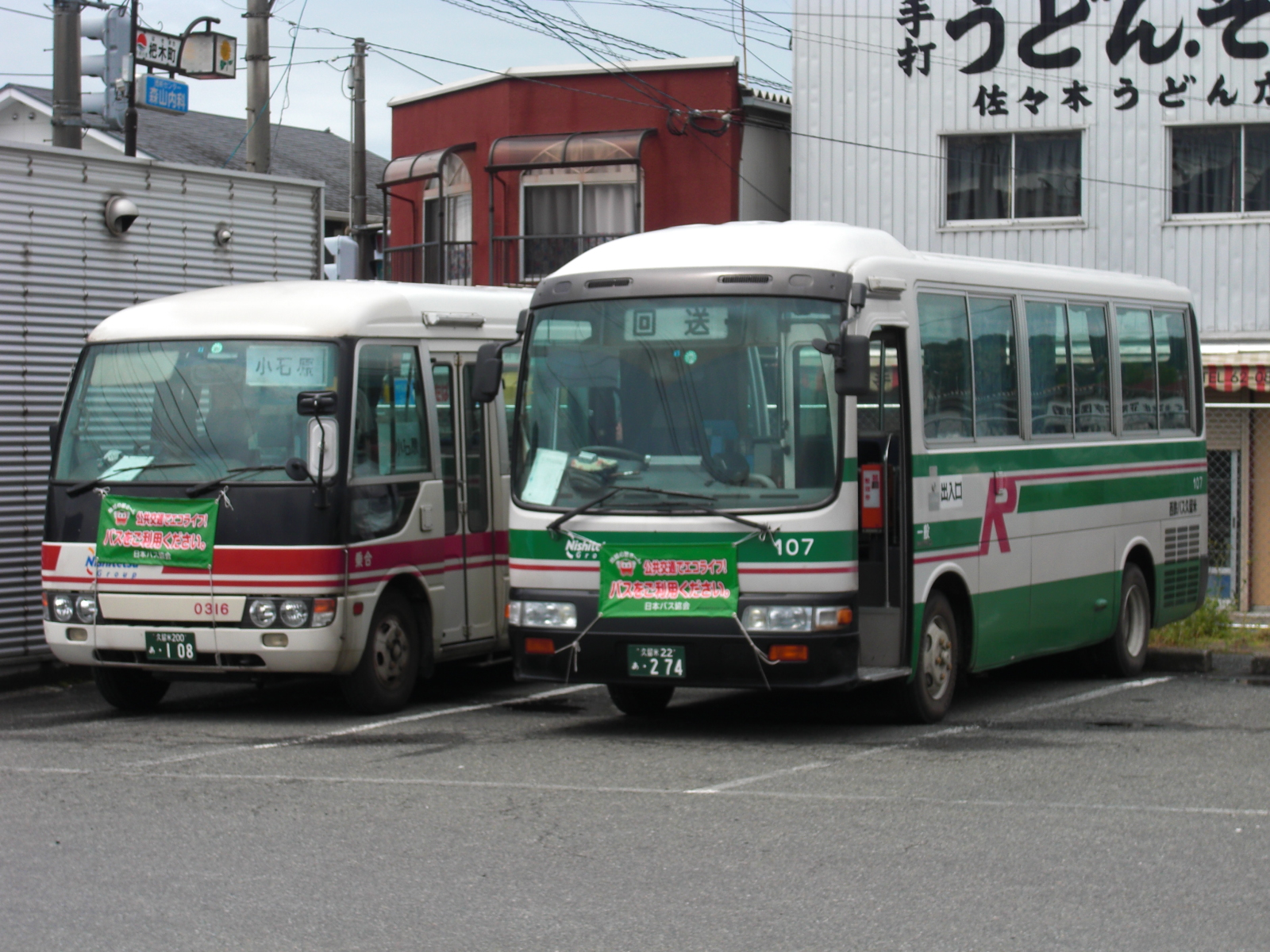
使用されていた小型車。左がローザ、右がリエッセ（全廃）である。

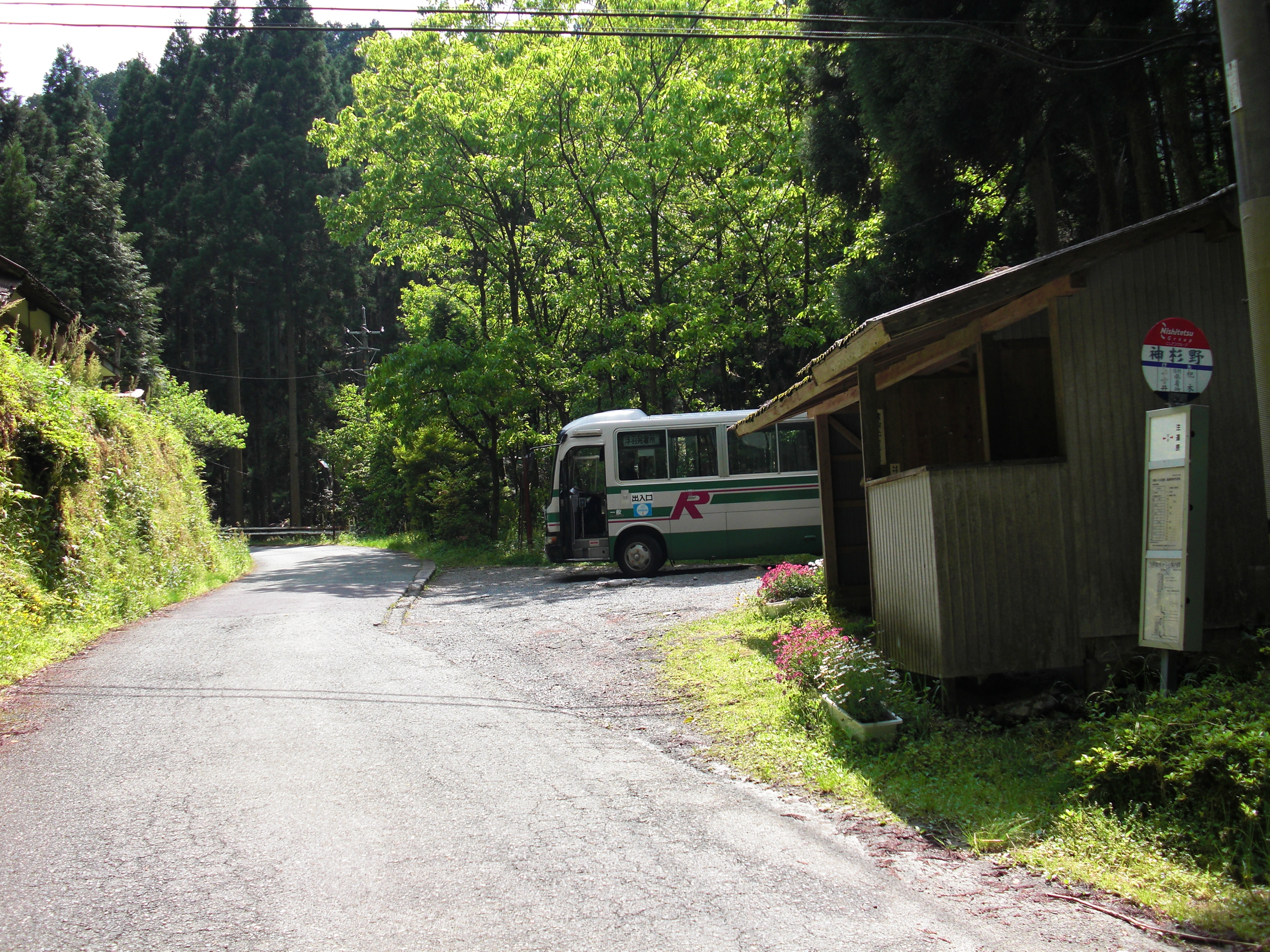
神杉野付近（田篭線神杉野折り返し時代）。手前が注連原方面。付近に住宅は存在しない。

杷木支線と浮羽支線はそれぞれ旧杷木町・旧浮羽町地域の山間部を当支社が運行していた路線群で、全便小型車・フリー乗降制の実施など、西鉄グループとしては珍しい形態で運行されていたが、2025年3月末に全廃された。朝倉市内となる杷木 - 昭和橋間では、エコルカード（ワイド・筑豊）が使用できた。
西鉄直営時代（西鉄杷木営業所）は杷木・上吉井中心の運行で行先番号も設定されていたが、1988年の西鉄バス両筑移管時に無番化された。2005年に西鉄バス両筑・杷木支社が解散した際に当支社が運行を引き継ぎ、この時に浮羽支線は浮羽発着所を中心とする運行に改められた。
路線の呼称は複数の路線をまとめて「杷木支線」「浮羽支線」とするものと、個別に「黒川線」「妹川線」等とするものが併存していたが、2010年代以降は専ら前者が用いられ、個別の路線を指す際には「浮羽支線（コミュニティセンター行き）」のように表記された。路線全廃時の公式発表では、最後に残った田籠線・小石原線をまとめて「浮羽支線」としている。
以下、各路線に関して廃止時点の状況を記す。
杷木支線
- 杷木 - らくゆう館前 - 星丸 - 塔の元 - 大行司 - 宝珠山 - 大行司 - 塔の元 - 黒谷 - 役場前 - 小石原

小石原線。2025年3月末に廃止。東峰村と朝倉市を国道211号・県道52号を経由して運行する路線で、旧杷木町、旧小石原村、旧宝珠山村の中心部を結んでいた。運行当時のフリーバス区間は塔の元 - 宝珠山 - 塔の元 - 小石原。
- 杷木 - 上原鶴サンライズ前 - 原鶴 - 志波 - 平 - 黒川

黒川線。2010年3月末に廃止。朝倉市の旧杷木町から北西の旧甘木市の黒川地区までを、国道386号・県道588号経由で運行していた。運行当時のフリーバス区間は平 - 黒川。路線廃止後は、予約制の乗合タクシーへ移管された。
浮羽支線
- 杷木 - 大石 - 浮羽発着所 - うきは市図書館前 - 合所 - 田篭 - 神杉野 - コミュニティセンター

田籠線。2025年3月末に廃止。うきは市浮羽町新川から主に県道106号を経由して大分県日田市前津江町柚木本村集落のコミュニティセンター停留所まで運行していた。路線名は途中で通る田篭地区に由来する。運行当時のフリーバス区間は一ヶ瀬 - コミュニティセンター間。
長らく神杉野が終点であったが、2010年4月1日に南側のコミュニティセンターまで延長された。うきは市図書館前は、2017年3月まで「浮羽町役場前」であった。
- 杷木 - 浮羽発着所 - 浮羽町役場前 - 小坂 - 落合 - 笹尾

妹川線。2014年9月末に廃止。市南部の笹尾地区へ、主に県道52号経由で運行していた。路線名は途中で通る妹川地区に由来するが、同名の停留所はなかった。運行当時のフリーバス区間は小坂 - 笹尾。路線廃止後は小塩線と共に予約制の乗合タクシーへ移管された。
- 杷木 - 浮羽発着所 - 山北 - 岩屋堂 - 本宮

小塩線。2014年9月末に廃止。市東部の浮羽町小塩まで、主に県道105号経由で運行していた。路線名は途中で経由する小塩地区に由来するが、同名の停留所はなかった。運行当時のフリーバス区間は山北 - 本宮。路線廃止後は妹川線と共に予約制の乗合タクシーへ移管された。
フリー乗降の取扱について
路線図上では「フリーバス」の呼称で案内され、各路線の末端付近で区間を指定して実施されていた。バス停以外で乗車する際は走ってくるバスに向かって挙手をし、バス停以外で降車する際は前のバス停を通過した後、乗務員に正確な場所を伝えて停車して貰う方式であった。乗降地が運賃区界の場合、高い方の運賃が適用された。交通系ICカードでの支払や、乗り継ぎ割引の適用も可能であった。
- ■ 6（西町線）
  - 西鉄久留米 - 広又 - 花畑（花畑駅） - 西町 - 附属高前 - 十二軒屋 - 津福今町

詳細は西鉄バス久留米・御井町支社#西町線を参照。御井町支社との共管で、吉井支社は吉井 - 久留米線の間合い運行として大型車を使用していたが、2025年5月30日付けで運営を離脱した。
車両について
西鉄大川営業所・西鉄鳥栖営業所・西鉄飯塚営業所などから転入してきた西鉄塗装の三菱ふそうローザを使用していたが、末期は吉井支社に新製配置されたものが使用されていた（スマートループ色のローザ）。両筑交通時代には日野レインボー小型車と日野リエッセが投入され、西鉄バス久留米転換後も長らく使用されていた。

## 運行している地域
- 福岡県
  - 久留米市
  - うきは市

## 主なターミナル
- 西鉄久留米バスセンター
- JR久留米駅
- 田主丸中央
- 浮羽発着所

## 車両
- 吉井 - 久留米線（20・23・24番）：いすゞ・UDトラックス（旧:日産ディーゼル）の大型車を使用。一部のいすゞ車を除き、全てスロープ付きワンステップ車となっている。所定の大型車が点検や車検などにより車両が不足した際は、極まれに中型車による代走が発生することがある。
- 草野線（25番）：運行区間の一部が狭隘路となっているため、御井町支社（8002・9406・9407号車）、京町支社筑後車庫（※当時、筑後支社。2353号車）、那珂川営業所（2512号車）から転属した中型スロープ付バスを使用。自社保有車で塗装はロゴを除き西鉄と同一。こちらも所定の中型車が点検や車検などにより車両が不足した際は、極まれに大型車による代走が発生することがある。
- 過去には近郊の貸切輸送として、いすゞガーラHD(PKG-RU)が配置されていた。（現在は亀の井バスに移籍）

使用機器
- 全車ともに運賃表示機、カードリーダー、運賃箱はレシップ製を使用。

## その他
日田彦山線代行輸送
- 平成29年7月九州北部豪雨により不通になっていたJR九州日田彦山線添田駅-夜明駅間のうち、筑前岩屋駅-日田駅間で代行バスを運行していた。

## 参考
- ニュースリリース：にしてつグループホームページ - 路線名はここを参考に編集。